# Kimberly Po
Kimberly Po-Messerli (Los Ángeles, 20 de octubre de 1971) es una extenista estadounidense.

## Carrera
Kimberly Po comenzó a jugar tenis a la edad de nueve años.
Su mayor éxito fue en Wimbledon en 2000 cuando ganó el título mixto junto a Donald Johnson ; derrotaron a Lleyton Hewitt y Kim Clijsters en dos sets. En 2001 volvió a estar en la final de un torneo de Grand Slam ; Al igual que la final mixta allí en 1999, perdió la final en los dobles femeninos en el US Open.
En 2001 se casó con Oliver Messerli.

## Victorias en torneos

### Dobles
| No      | Fecha                  | Torneo           | Categoría    | Superficie         | Socio            | Oponentes finales                     | Resultado        |
| ------- | ---------------------- | ---------------- | ------------ | ------------------ | ---------------- | ------------------------------------- | ---------------- |
| Primero | 1 de noviembre de 1998 | Canadá           | WTA Tier III | Alfombra (hall)    | Estados Unidos   | Estados Unidos Sandrine Testud        | 6: 7, 7: 5, 6: 4 |
| 2.º     | 18 de abril de 1999    | WTA Tokio (Kōtō) | WTA Tier III | Cancha dura        | Estados Unidos   | Australia Australia                   | 6: 3, 6: 2       |
| 3.º     | 27 de febrero de 2000  | Estados Unidos   | WTA Tier III | Cancha dura (hall) | Estados Unidos   | Tamarine Tanasugarn · Olena Tatarkowa | 6: 4, 4: 6, 6: 2 |
| 4.º     | 12 de agosto de 2001   | Estados Unidos   | WTA Tier II  | Cancha dura        | Nathalie Tauziat | Estados Unidos Niederlande            | 6: 3, 7: 5       |
| 5.º     | 19 de agosto de 2001   | Canadá           | WTA Tier I   | Cancha dura        | Australia        | Tina Križan Katarina Srebotnik        | 6: 3, 6: 1       |

### Mixto
| No      | Fecha              | Torneo                  | Categoría  | Superficie | Socio          | Oponentes finales | Resultado                         |
| ------- | ------------------ | ----------------------- | ---------- | ---------- | -------------- | ----------------- | --------------------------------- |
| Primero | 9 de julio de 2000 | Wimbledon Championships | Grand Slam | Césped     | Estados Unidos | Bélgica Australia | 6: 4, 7: 6 <sup id="mwnA">3</sup> |